# Мехмед Талат-паша
Мехмед Талат-паша (тур. Mehmed Talat Paşa; 1. септембра 1874 — 15. март 1921) био је велики везир (1917), један од вођа младотурака, османски државник, и водећи члан Порте од 1913. до 1918. Јако је повезан са Јерменским геноцидом, чак и више од двојице других паша и прича се да је издао наређење "Убијте свакога јерменскога мушкарца, жену и дете без икаквога обзира ".

## Детињство и младост
Рођен је у Једрену 1874. као син истакнутога османскога официра. Виша позиција у друштву омогућила му је најбоље образовање. Након школе запошљава се у телеграфској компанији у Једерну, где је брзо ухапшен 1893. због субверзивне активности. Био је укључен у покрет отпора против деспотскога режима султана Абдула Хамида II. Изашао је из затвора после две године. Тада је обављао значајну активност за Младотурску организацију. У Солуну је основао месну организацију покрета. Од 1898. до 1908. био је поштар, а затим и шеф пошта и телеграфа у Солуну.

## Младотурска револуција и одговорност за геноцид
Током 1908. искључили су га из самога тајнога језгра Младотурскога покрета. Ипак после Младотурске револуције постао је посланик Једрена у османском парламенту, а јула 1909. постављен је за министра унутрашњих послова. После тога био је министар пошта.
Након атентата на председника владе Махмуда Севкет-пашу јула 1913. Талат-паша је поново постао министар унутрашњих послова. Заједно са Енвер-пашом и Ђемал-пашом чинио је групу звану "Три паше". Три паше су били стварни владари Османске владе све до октобра 1918. Талат као министар унутрашњих послова је најодговорнији за Јерменски геноцид. Већина историчара га криви за смрт стотина хиљада људи. Многи историчари сматрају Енвер-пашу једнако одговорним за депортацију Јермена. Талат је 1917. постао велики везир, али није могао да спаси Османско царство од пропасти.

## Крај рата
За време његове власти Јерусалим и Багдад су били изгубљени, а у октобру 1918. Британци су разбили две османске армије са којима су се били суочили. Са известним поразом Талат паша је дао оставку 14. октобра 1918. Само недељу касније Османска влада је капитулирала и потписала је примирје на Мудросу. Седмицу касније Талат паша, Енвер паша и Ђемал паша су побегли у Берлин. Сва тројица су били мртви до 1922. Талат пашу је убио Јерменин Согхомон Техлириан 15. марта 1921 током одвијања операције Немезис.